# Freies Studentisches Orchester Rostock

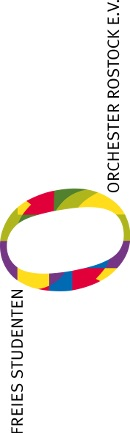
Logo des F.S.O.R. (bis Sommer 2023)

Das Freie Studentische Orchester Rostock (F.S.O.R.) ist ein Sinfonieorchester, das 2006 von Studierenden der Universität Rostock gegründet wurde und mit seinen Sinfoniekonzerten seither ein fester Bestandteil des kulturellen Lebens der Stadt Rostock und des Landes Mecklenburg-Vorpommern geworden ist. Bis zum Sommer 2023 nannte es sich Freies Studentenorchester Rostock.

## Orchester
Das Orchester verdankt sich einer Initiative von Studierenden der Universität Rostock, die im Jahr 2005 den Plan fassten, ein freies, von der Universität organisatorisch unabhängiges studentisches Orchester zu gründen. 2006 erfolgte die Gründung des Vereins Freies Studentenorchester Rostock e.V. – F.S.O.R. Seit dem ersten Konzert im Jahr 2007 hat sich das Orchester in kurzer Zeit mit etwa 80 Mitgliedern (2019) zum größten Amateurorchester in Mecklenburg-Vorpommern entwickelt, in dem Studenten und Absolventen der Universität gemeinsam musizieren.
Unter der Leitung von jungen Dirigenten wird jedes Semester ein Konzertprogramm einstudiert und anschließend in mehreren Konzerten in Rostock sowie teilweise auch in anderen Städten Mecklenburg-Vorpommerns aufgeführt.
Das Orchester wird von der Universität Rostock, dem Studentenwerk Rostock und der Studierendenvertretung der Universität gefördert. Es gibt darüber hinaus auch Kooperationen mit Mitgliedern der Norddeutschen Philharmonie Rostock und Studierenden der Hochschule für Musik und Theater Rostock.

## Kammermusik
Innerhalb des Orchesters haben sich verschiedene kammermusikalische Gruppen gebildet, u. a. ein Bläserquintett, ein Klarinetten-Quintett und ein Streichquartett. Seit 2017 gibt es auch ein Streichensemble, das größere eigene Konzertprojekte in Angriff nimmt. 2019 trat dieses Streichorchester z. B. in der evangelischen Stadtkirche in Bad Arolsen zusammen mit dem dortigen Schülerorchester sowie in der Rostocker Universitätskirche mit dem Ensamble musical de Alvarado aus dem mexikanischen Bundesstaat Veracruz auf.

## Repertoire
Klassiker der sinfonischen Literatur wie Brahms’ 2., Schumanns 3., Bruckners 4., Tschaikowskis 5. und 6. sowie Dvořáks 8. und 9. Sinfonie, aber auch Wagners Meistersinger-Ouvertüre, Sibelius’ Finlandia oder Schostakowitschs Sinfonie Nr. 5 wurden bereits zur Aufführung gebracht.
Außerdem widmet sich das Orchester auch dem Werk weniger bekannter Komponisten: Auf dem Programm standen unter anderem das Trompetenkonzert von Alexander Arutjunjan, The Sea von Frank Bridge, das Flötenkonzert D-Dur von Carl Reinecke und das 1. Violinkonzert von Philip Glass, zusammen mit jungen Solisten.
Überregionale Aufmerksamkeit erregte das Projekt „KARAT meets Classic“, in dem das Orchester gemeinsam mit dem Jugendsinfonieorchester Rostock und der Band Karat im Rahmen der Hanse Sail 2016 sowie, zusammen mit weiteren Orchestern, im Rahmen des Stadtjubiläums 2018 auftrat.

## Dirigentinnen und Dirigenten
- Matthias Lorenz (2006–2008)
- Peter Vierneisel (2008–2009)
- Itay Dvori (2009–2010)
- Jeongmin Yang (2010–2011)
- Henning Ehlert (2011–2013)
- Erina Yashima (2013–2015)
- Robin Portune (2015–2017)
- Kuba Wnuk (2017–2019)
- Hans-Christoph Borck (2019–2023)
- Robin Portune (2023–2024)
- Maximilian Zimmermann (seit 2024)